# スラバヤ・コミューターライン
スラバヤ・コミューターライン（インドネシア語：Kereta api lokal di Jawa Timur、英語：Greater Surabaya Commuter Line）は、クレタ・アピ・インドネシア(PT KAI)の子会社（KAIコミューター）が運営するインドネシアの東ジャワ州スラバヤ都市圏を結ぶ通勤列車もしくは中距離列車網の系統である。

## 概要
車両の運行形態が２つにわかれており、ディーゼル機関車牽引の客車列車（以下、エコノミー列車）とMH102形ディーゼル気動車（以下、KRD列車）によるものである。
2021年2月10日時点の普通列車の運行本数は、スラバヤ地域事業部では54本、ジェンブル地域事業部では4本となっている。2022年4月1日より、スラバヤ地域事業部内での発着のすべてのローカル列車と通勤列車は、KAIコミュータースラバヤ地域事業部へ移管された。

## 路線一覧
| 路線名                                        | 運行区間                                                                                           |
| --------------------------------------------- | -------------------------------------------------------------------------------------------------- |
| パンダンワンギ線                              | ケタパン - ジェンベル                                                                              |
| ドーホ線                                      | - スラバヤ・コタ - ケルトソノ - ブリタール - ケルトソノ - スラバヤ・コタ - ケルトソノ - ブリタール |
| ペナタラン線                                  | スラバヤ・コタ - マラン - ブリタール                                                               |
| ブロラスラ線 (旧：セプ・ローカル・エコノミー) | セプ - スラバヤ・パサルトゥリ                                                                      |
| スパス線 (旧：パスルアン・ローカル)           | スラバヤ・コタ - パスルアン                                                                        |
| トゥマペル線                                  | マラン - スラバヤ・コタ                                                                            |
| アルジョネゴロ線                              | シドアルジョ - スラバヤ・パサルトゥリ - ボジョネゴロ                                               |
| ジェンガラ線                                  | - モジョケルト - ウォノクロモ - インドロ - ハバト - モジョケルト - シドアルジョ - インドロ         |

## エコノミー列車
東ジャワ州のローカル列車の総運行本数は58本であり、そのうち 34本はエコノミー列車（日本で言うローカル線）となっている。以下の路線がエコノミー列車として運行されている。

### パンダンワンギ線
パンダンワンギ線（インドネシア語：Komuter Pandanwangi）は、ケタパン駅からジェンブル駅を結ぶローカル列車である。ジェンブル地域事業部によって運行される。6両のエコノミークラスの客車を連結する列車であり、約2時間半で112kmの距離を結ぶ。 2014年6月1日から運行本数が1日2往復に増加した。運賃は約IDR 8,000.00 である。

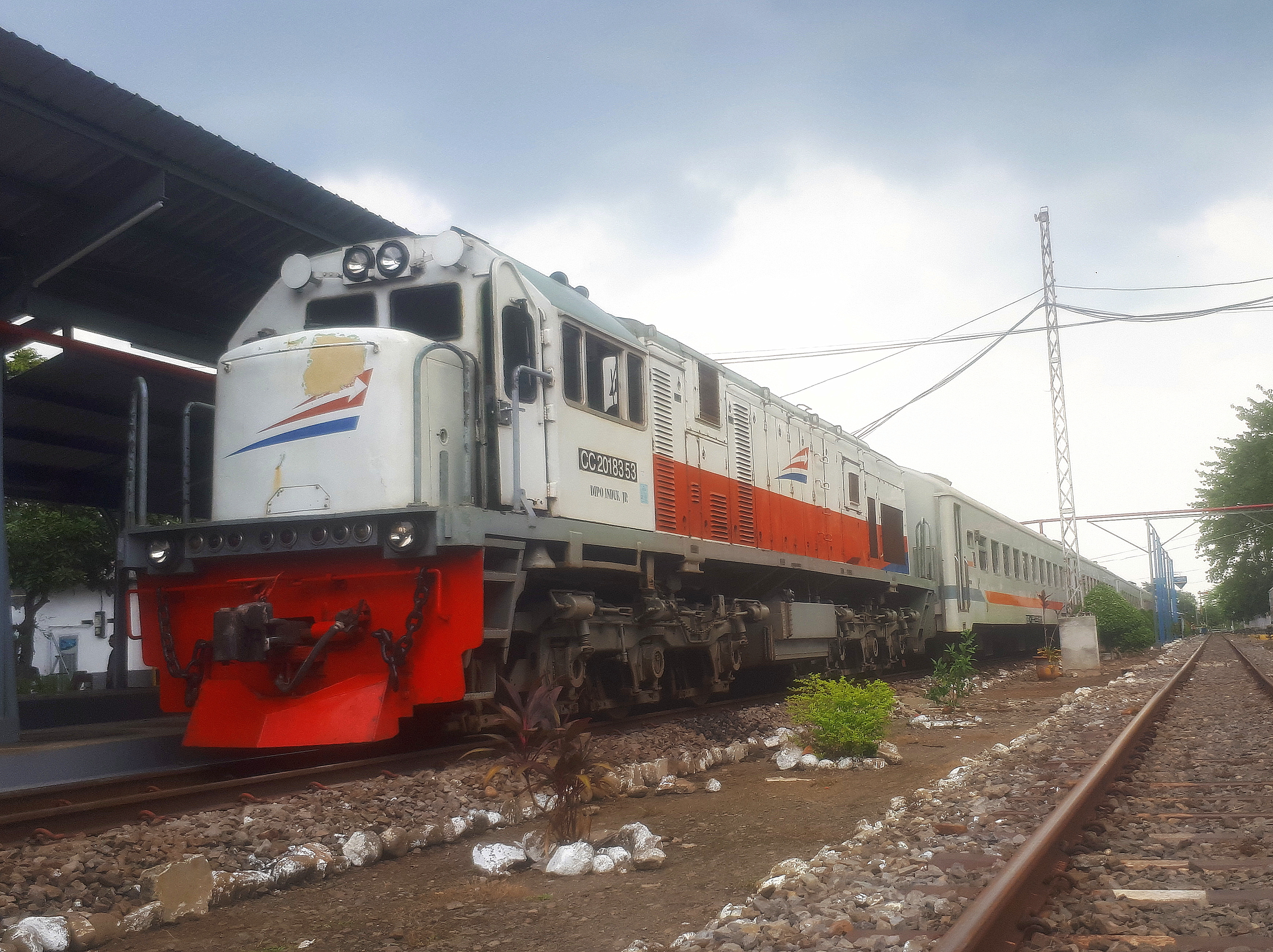
ジェンベル駅で出発を待つパンダンワンギ線の列車

### ドーホ線・ペナタラン線
ドーホ線（インドネシア語：Komuter Dhoho）と  ペナタラン線（インドネシア語：Komuter Penataran）は、スラバヤ駅からマラン、ブリタール、クディリ、ケルトソノを経由しスラバヤ・コタ駅に戻る環状線状の路線系統であり、運用が共通である。ブリタール駅に到着すると、「ペナタラン線」へ変更され、マランを経由してスラバヤ・コタ駅に戻る運用となっている。一方、ケルトソノ駅を通過する列車は「ドーホ線」のままである。途中のケルトソノ駅に発着する列車は長めに停車し、機関車の方向転換を行う。その後、列車名が変更され普通列車となり、ブリタール、ボハラン、ケディンディン、ミンギラン、ススハン、センゴン、スコレジョ、ウォノケルト、スラバヤ・グベンに停車し、終点スラバヤ・コタ駅に停車する。運賃は利用距離によって異なるが、約IDR 10,000.00～30,000.00である。ドーホ線（旧：ラピ・ドーホ）は1971年から運行され、ペナタラン線はトゥマペル・ブリタール号の後継として1985年から運行された。トゥマペル・ブリタール号は、1971年1月14日にスラバヤからマランを結ぶ列車として運行を開始した。当初は、三等客車（CW＋）を3両連結されていた。 3等客車では珍しく、乗客には菓子や飲料水などのサービスが提供され、客室乗務員も同乗していた。当時の所要時間は3往復で80分であった。

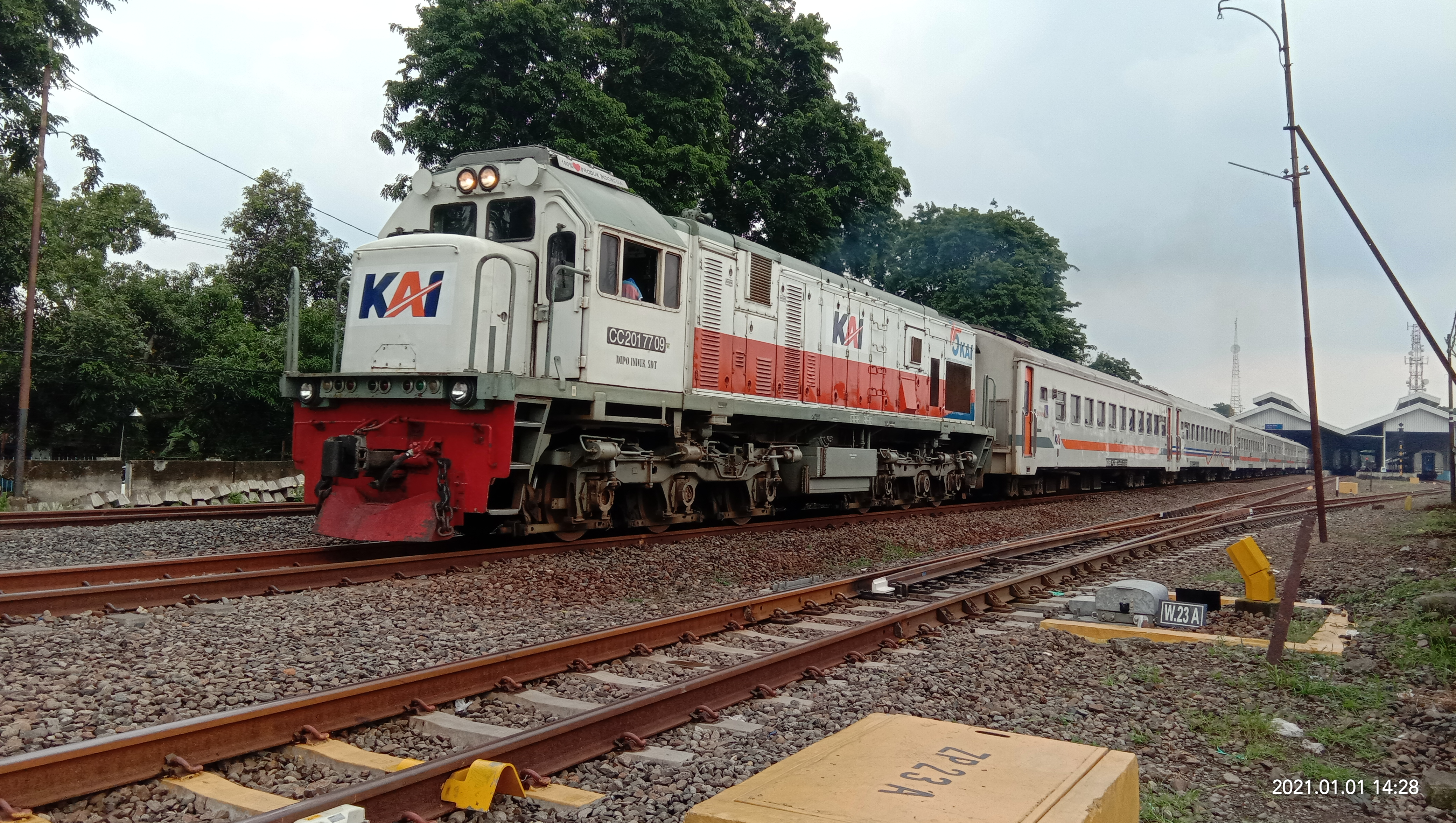
ケルトソノ駅に停車するドーホ線列車
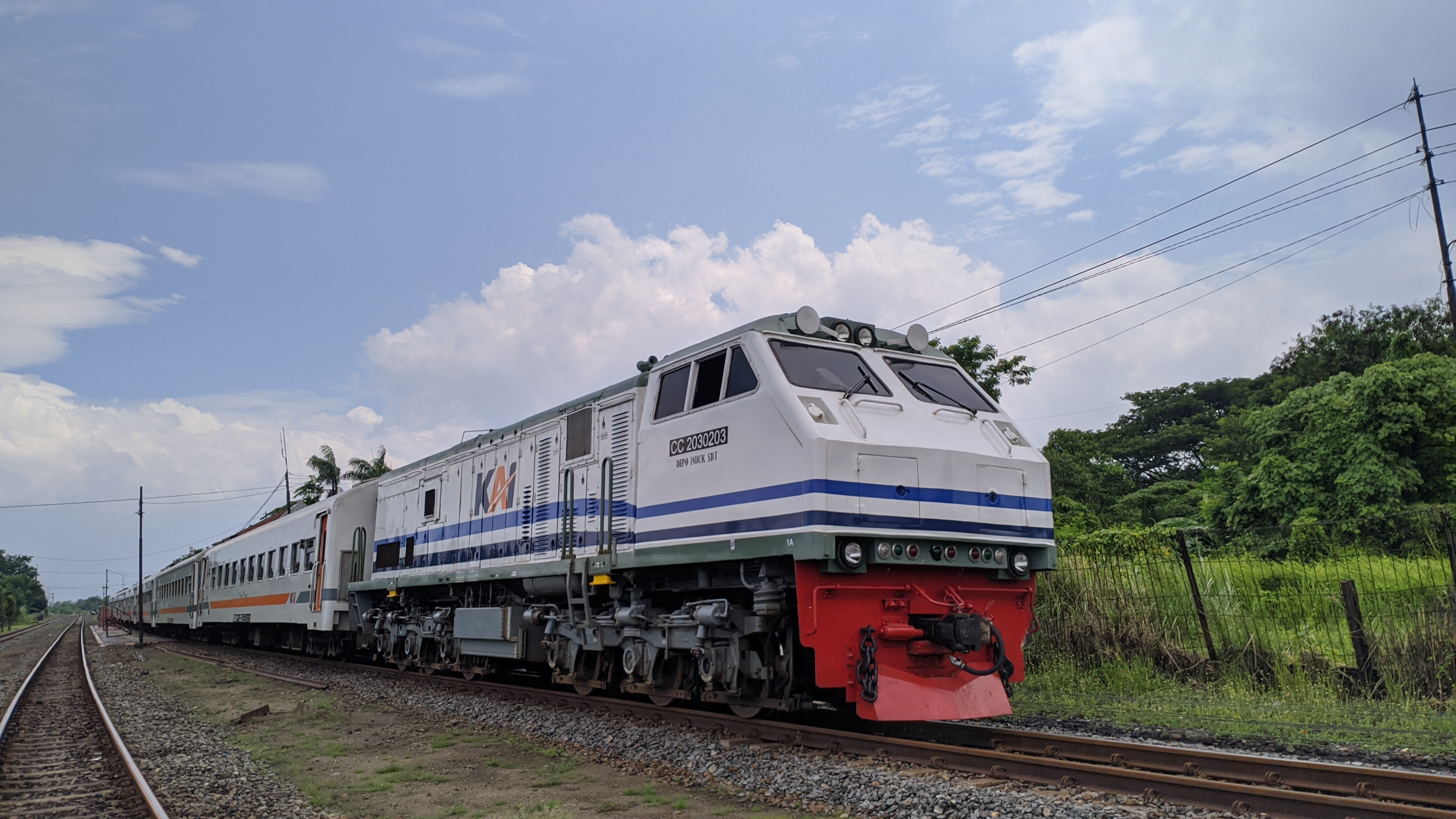
ポロン駅に停車中のペナタラン線列車

### トゥマベル線
トゥマペル線（インドネシア語：Komuter Tumapel ）は、2014年6月1日からローカル列車として運行を再開した。しかし「トゥマペル」より「ペナタラン」としての知名度が高い。停車駅は、マラン、センゴン、スコレジョ、ウォノケルト、スラバヤ・グベン、スラバヤ・コタである。それ以外の駅は通過する。運賃は利用距離によって異なるが、約IDR 10,000.00～30,000.00である。

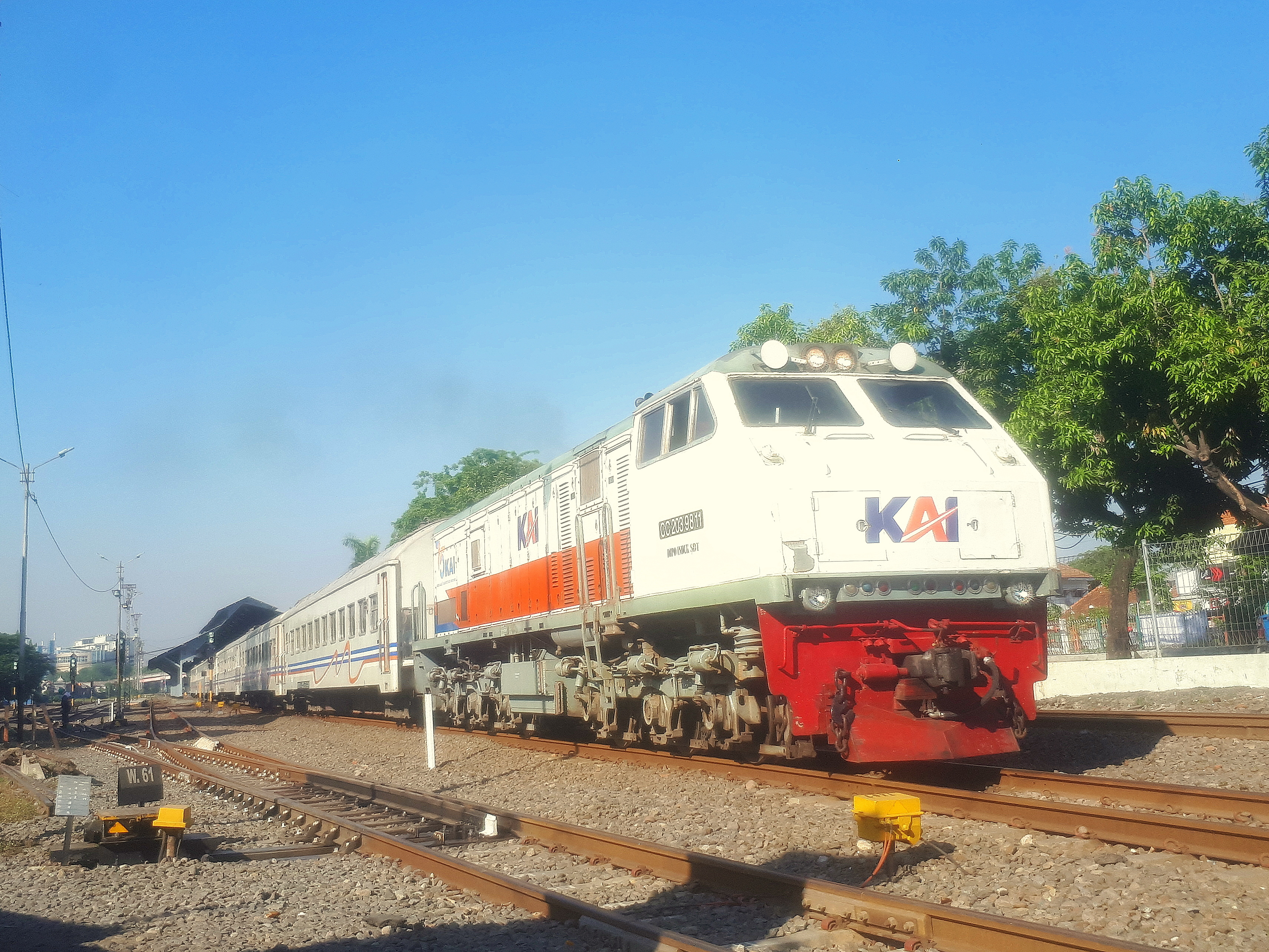
ウォノクロモ駅を出発するトゥマペル線の列車（2020年）

### ブロラスラ線

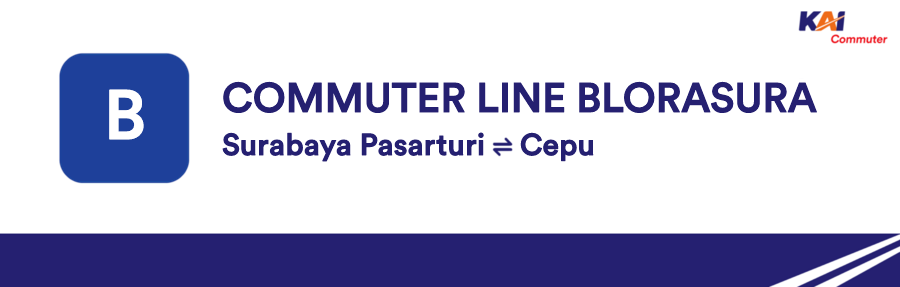

ブロラスラ線（旧：セプ・ローカル・エコノミー列車、インドネシア語：Komuter Blorasura）は、ブロラ県のセプ駅とスラバヤのパサルトゥリ駅を結ぶローカル列車である。ちなみにパサルトゥリ駅は、ブロラ県（セプ地区）とスラバヤの2つの地名を組み合わせた合体駅名である。この路線は、2021年2月10日現在の「Gapeka 2021」ダイヤ改正時から運行されており、7両のエコノミー客車と1両の食堂車で構成される編成で、往復2本運行される。スラバヤ駅からセプ駅まで、約2時間45分から3時間半で141kmの距離を結ぶ。基本的に各駅に停車するが、途中のトボ、カリティドゥ、ゲンボン、スラバヤンは通過する。以前は、同区間を走行するセプ・エクスプレス（Cepu Ekspres）があった。運賃はIDR 13,000.00である。「Gapeka 2021」ダイヤ改正によってセプ・ローカル・エコノミー列車は、KAIコミューター・ブロラスラ線へ改名された。

### スパス線

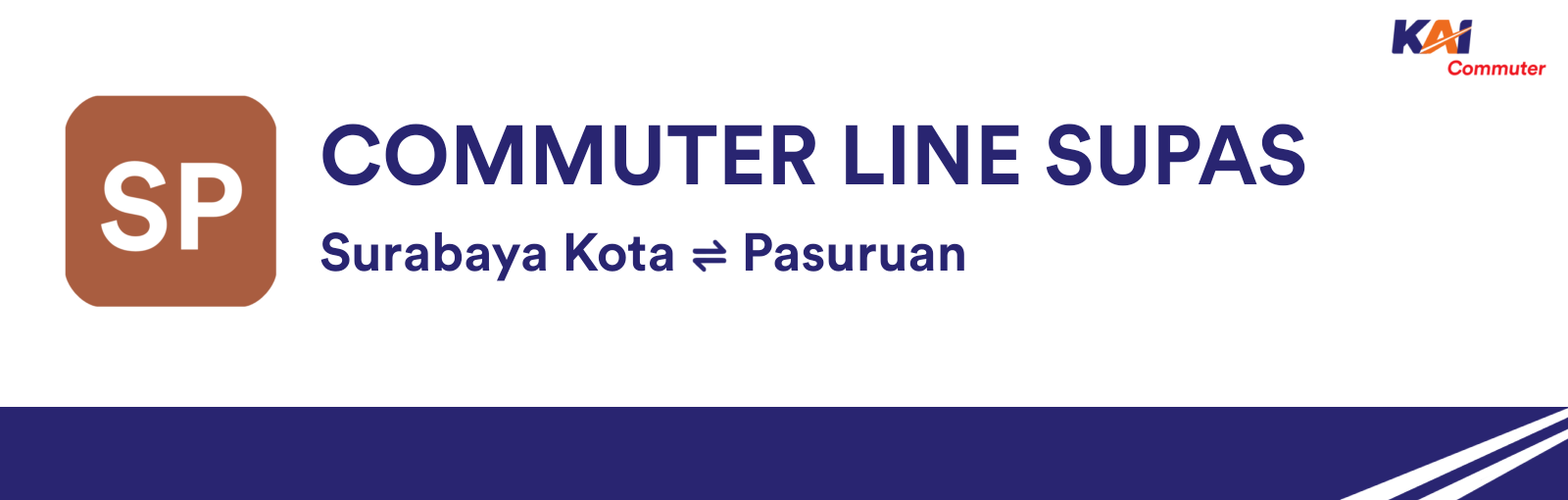

スパス線 (旧：パスルアン・ローカル列車、インドネシア語：Komuter Supas）は、4両のエコノミー客車と1両の食堂車で構成される編成で運行される列車である。停車駅はスラバヤ・コタ駅からパスルアン駅の各駅に停車する。2004年2月9日からメガワティ・スカルノプトゥリ大統領の参加の式典によって運行が開始された。2021年2月10日からは、MH102形気動車を使用して運行されたが、2022年5月11日より、機関車牽引のエコノミー客車編成による運行へ変更された。運賃はIDR 6,000.00である。2023年6月1日から、「Gapeka 2021」ダイヤ改正の実施とKAIコミューターへの運営移管から名称変更が行われ、以前から運行されているパスルアン・ローカル列車、スバン線、スシ線の運行系統は、スパス線に全て統合され、3往復から4往復に増便された。「Gapeka 2023」が実施され、スパス線の両数が、エコノミー冷房客車5両+食堂車1両へ変更された。

## KRD列車
KRD 列車 (Kereta Rel Diesel) は、シドアルジョ、モジョケルト、ラモンガン、インドロなど、バントン都市圏を結ぶ路線を運行している。「Gapeka 2021」ダイヤ改正から、ジェンガラ線用編成と様々な路線に運用をつく編成と大きく2種類に分けられる。KRD列車は、機関車牽引の客車列車ではなく、INKA製のMH102形気動車(KRDI)によって運行される。2021年2月10日には、新たな通勤路線として、シドアルジョ～インドロ、スラバヤ・コタ～シドアルジョ、スラバヤ～パスルアン間の列車と、およびジェンガラ線のスラバヤ・コタからモジョケルトが運行を開始した。停車駅を減らすために、スラバヤ駅からシドアルジョ駅間の全ての駅を通過する。運賃は IDR 4,000.00 - 5,000.00である。

### アルジョネゴロ線
アルジョネゴロ線（インドネシア語：Komuter Arjonegoro）は、シドアルジョ駅～スラバヤ・パサルトゥリ駅～ボジョネゴロ駅を結ぶローカルエコノミー列車である。走行距離127kmを約4時間で結ぶ。停車駅は、シドアルジョ駅からボジョネゴロ駅の各駅に停車するが、スラバヤン駅とゲンボン駅は通過する。シドアルジョ駅からボジョネゴロ駅間の小さな駅から安価な料金でターミナル駅へ移動できるように運行されている。当初の運行区間は、スラバヤ・パサルトゥリ駅からボジョネゴロ駅であり、2015年4月1日からシドアルジョ駅まで運行が延伸された。2023年6月1日から、「Gapeka 2023」ダイヤ改正の実施により、ラモンガン線（スラバヤ-ラモンガン通勤線）とボジョネゴロ線（ボジョネゴロ地方経済線）がアルジョネゴロ線に統合された。運賃はIDR 6,000.00～12,000.00である。

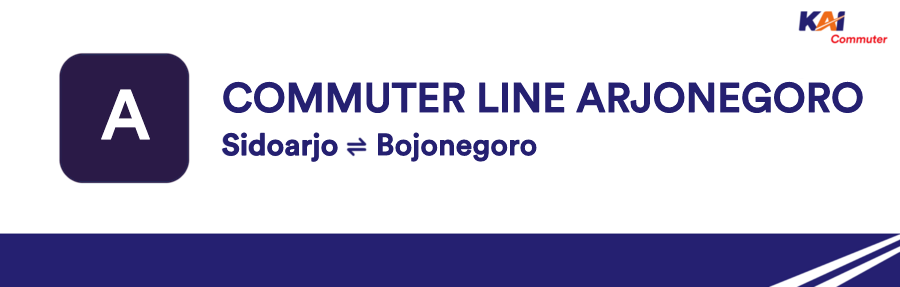
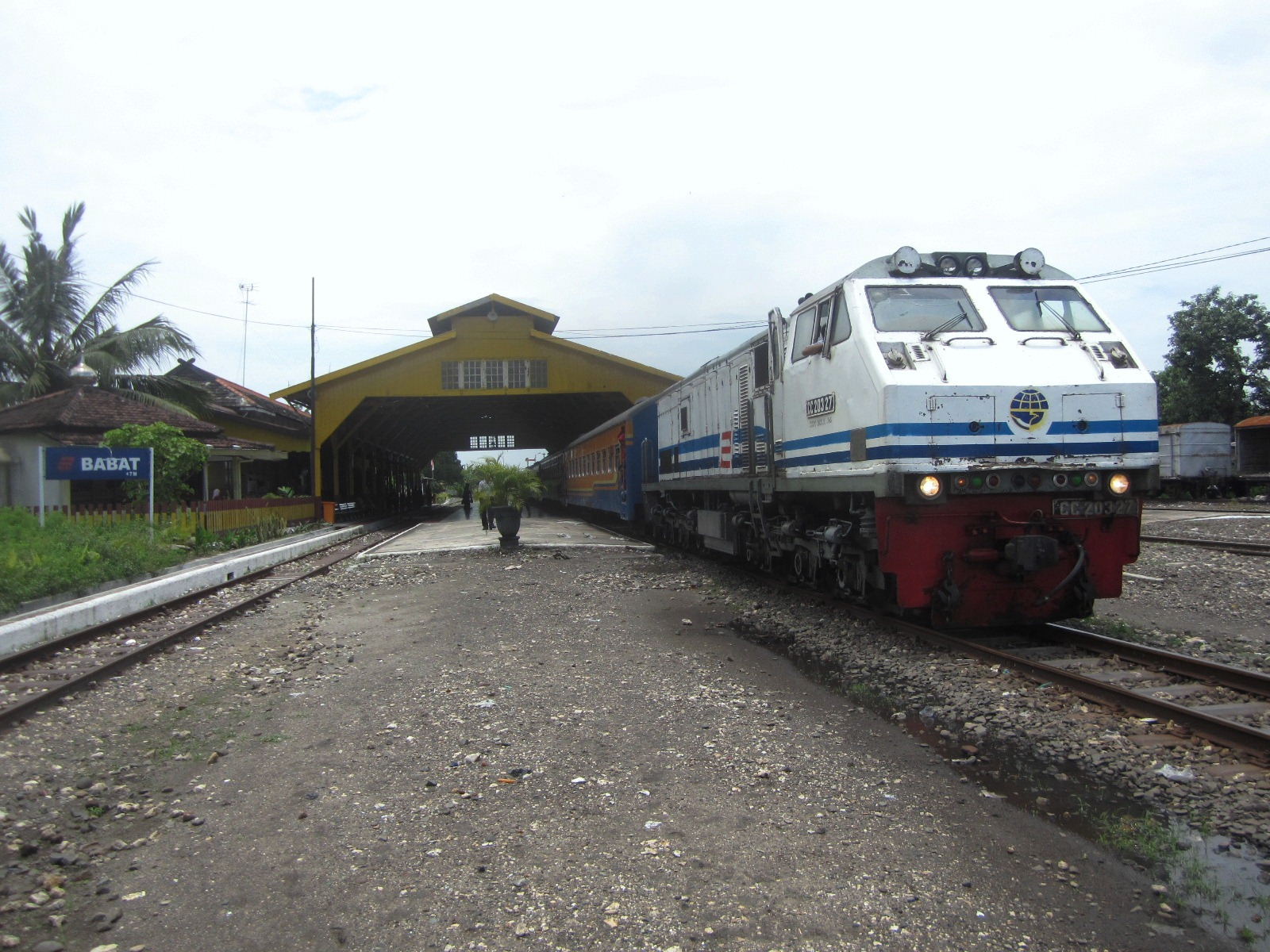
ババト駅に停車するアルジョネゴロ線の普通列車(2010年頃)

### ジェンガラ線

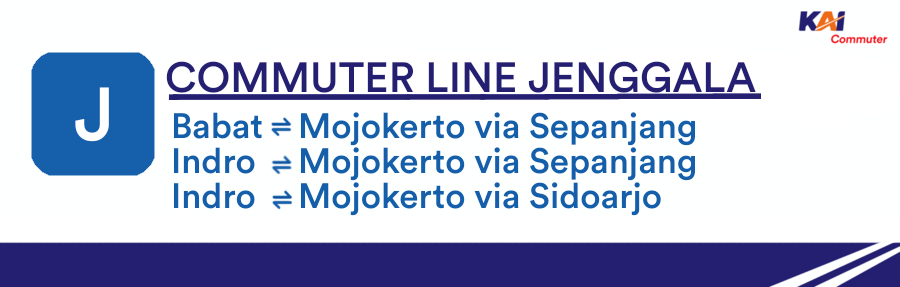
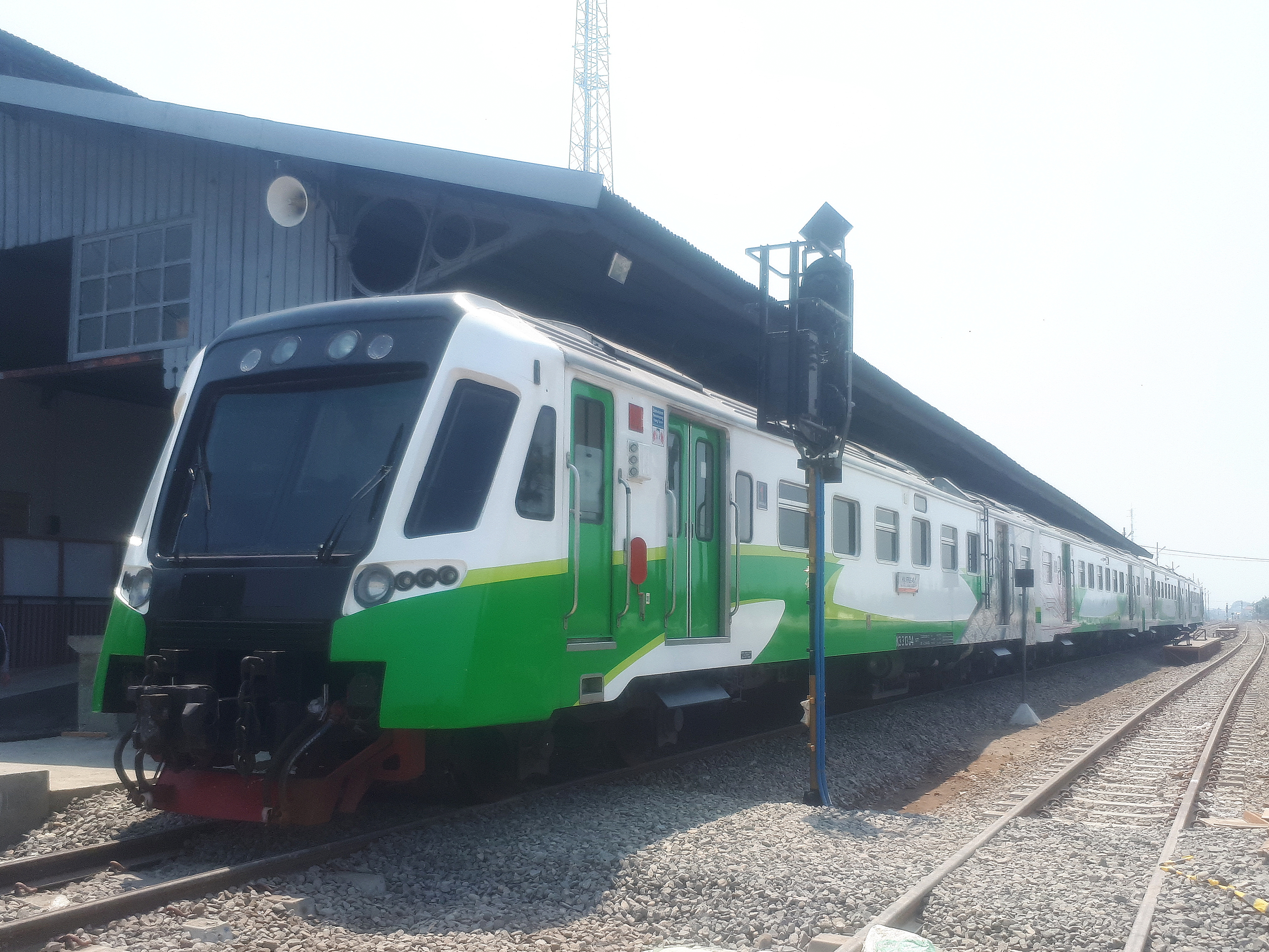

ジェンガラ線（インドネシア語：Komuter Jenggala）は、セパンジャン経由でババトからモジョケルト、セパンジャン経由でインドロからモジョケルト、シドアルジョ経由でインドロからモジョケルトを結ぶ路線である。タリク・シドアルジョ線が復活した後に運行された初めての路線である。2014年11月12日に開業した。ジェンガラ線の由来は、1042年にイサナ王朝クディリ王国のアイルランガ王によって建国された東ジャワのシヴァ仏教王国、ジャンガラ王国の名前に由来する。2021年2月10日より、ジェンガラ線の運行の範囲が、モジョケルトからシドアルジョのみであったが、新たにスラバヤ - モジョケルト - シドアルジョ - モジョケルト - スラバヤに拡大された。それ以降は、シドアルジョ - トゥランガン - モジョケルトで 1往復のみ運行されている。2023年6月1日から、シドアルジョ - トゥランガン - モジョケルトの運行本数は3往復に増便された。 2025年2月1日からは、シンドロ線を置き換えるためにジェンガラ線の運行はインドロ駅まで延長された。

#### 停車駅
- 本線
  - モジョケルト – セパンジャン – ウォノクロモ – スラバヤ・グベン – スラバヤ・パサルトゥリ – インドロ ( – ラモンガン – ババト )
- タリク - シドアルジョ支線
  - モジョケルト – トゥランガン – シドアルジョ – スラバヤ・グベン – スラバヤ・パサルトゥリ – インドロ

## 廃止路線

### ケルトソノ・ローカル・エコノミー線
かつてケルトソノ駅からスラバヤ・コタ駅を結んだエコノミーローカル線である。走行距離96キロメートルを、約2時間半から2時間45分で結んだ。スラバヤ・コタ駅を発着する列車の一つであり、並走するドーホー線の混雑緩和に寄与している。 2021年2月10日付けの「Gapeka 2021」ダイヤ改正の実施に伴い、運行区間が変更された。使用車両がスラバヤ・コタ駅～シドアルジョ駅間およびシドアルジョ駅～ボジョネゴロ駅間でのローカル・エコノミー列車にも運用されるため、一日一往復となった。2023年6月1日の「Gapeka 2023」ダイヤ改正で路線再編の一つとして、当路線はドーホ線へ統合された。統合前の運賃は片道 IDR 10,000.00 であった。

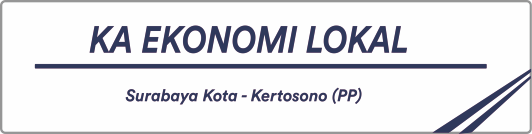
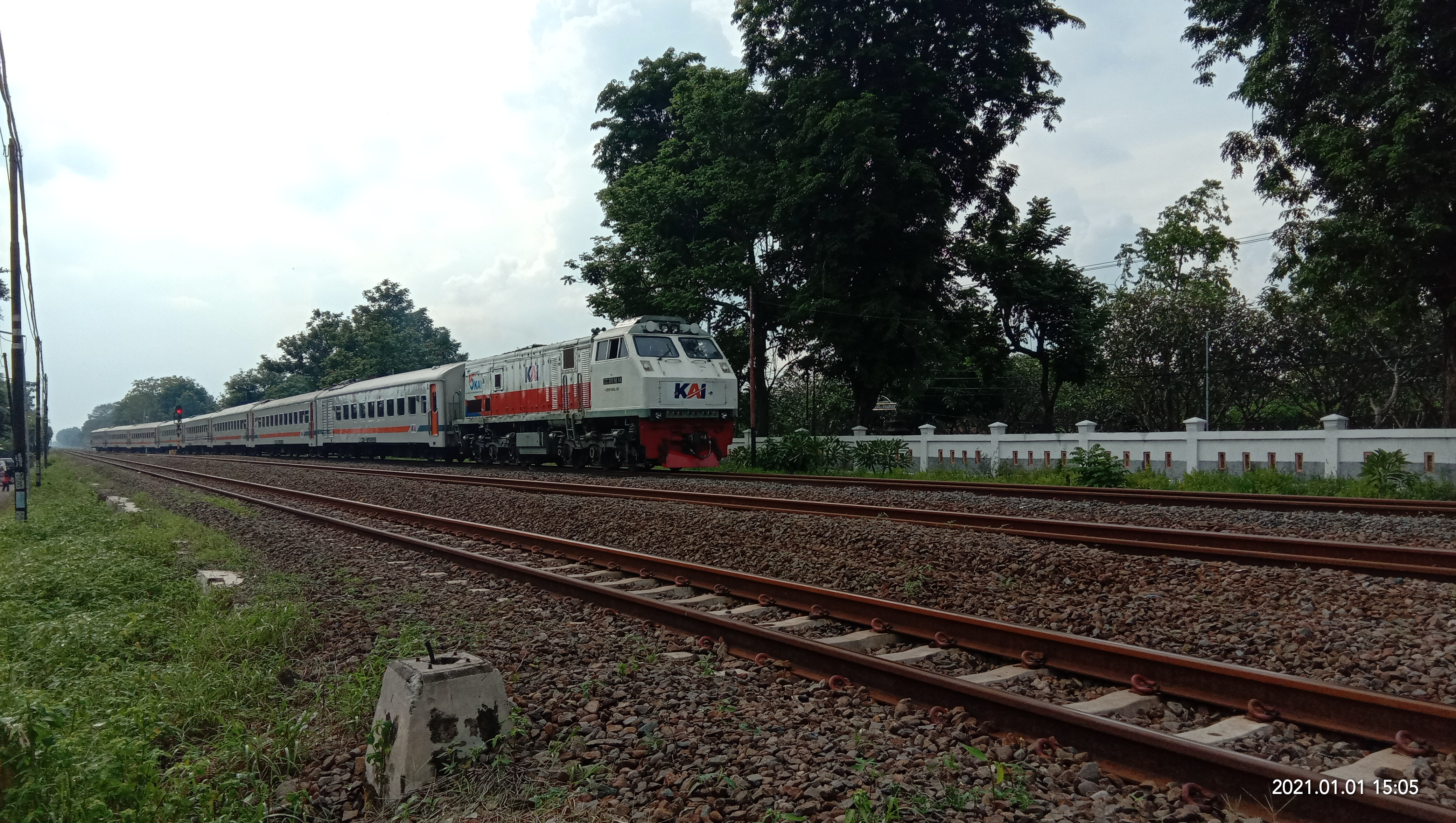
ジョンバン駅に停車中の列車

### ラモンガン線
スラバヤ・パスタルトゥリ駅からラモンガン駅を結んだ通勤列車であり、別称はスラム線（コミューター・スラム）である。使用される車両は、MCW302形気動車であり2004年から運行を開始した。2016年にマディウン・ジャヤ・エクスプレスへ使用されていたMH102形気動車(冷房車)に置換られたが、残存するMCW302形は経年劣化により運用継続を断念し、2018年にバニュビル線に使用されていたMH102形気動車に完全に置き換えられた。シドアルジョからインドロを結ぶシンドロ線と車両を共有している。 2023年6月1日の「Gapeka 2023」ダイヤ改正で路線再編の一つとして、当路線はブロラスラ線とアルジョネゴロ線に統合された。

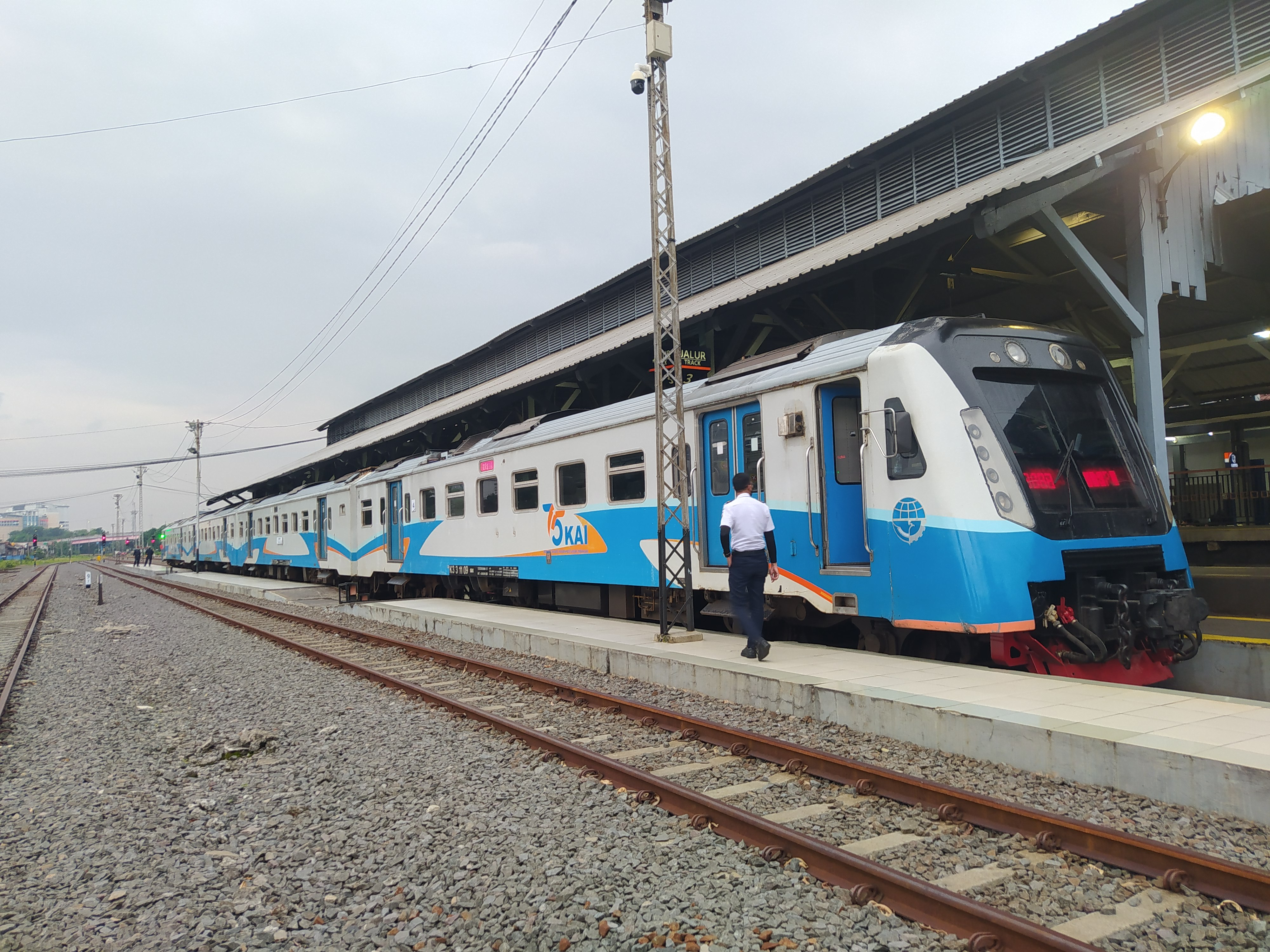
スラム線に使われたMH102形気動車

### スバン線(デルタ・エクスプレス)
2004年2月9日から「デルタ・エクスプレス」スラバヤ駅からシドアルジョ駅間で運行が開始された。メガワティ・スカルノプトリ大統領によって開通式が行われた。当初はMCW302形気動車を使用し、乗車促進を行うため、スラバヤ - シドアルジョ高速道路沿いの工業地帯や複合輸送拠点などの近くに駅を建設した。「Gapeka 2017」ダイヤ改正でスポール線（コミューター・スポール）に名称変更が行われた。運行区間がバンギル駅まで延長され、2019年12月1日からはスバン線（コミューター・スバン）へ名称変更された。 2023年6月1日の「Gapeka 2023」ダイヤ改正で路線再編の一つとして、当路線はスパス線へ統合された。

#### 停車駅
- スラバヤ・コタ – スラバヤ・グベン – ウォノクロモ – ワル – ゲダンガン – シドアルジョ – タングランギン – ポロン – バンギル

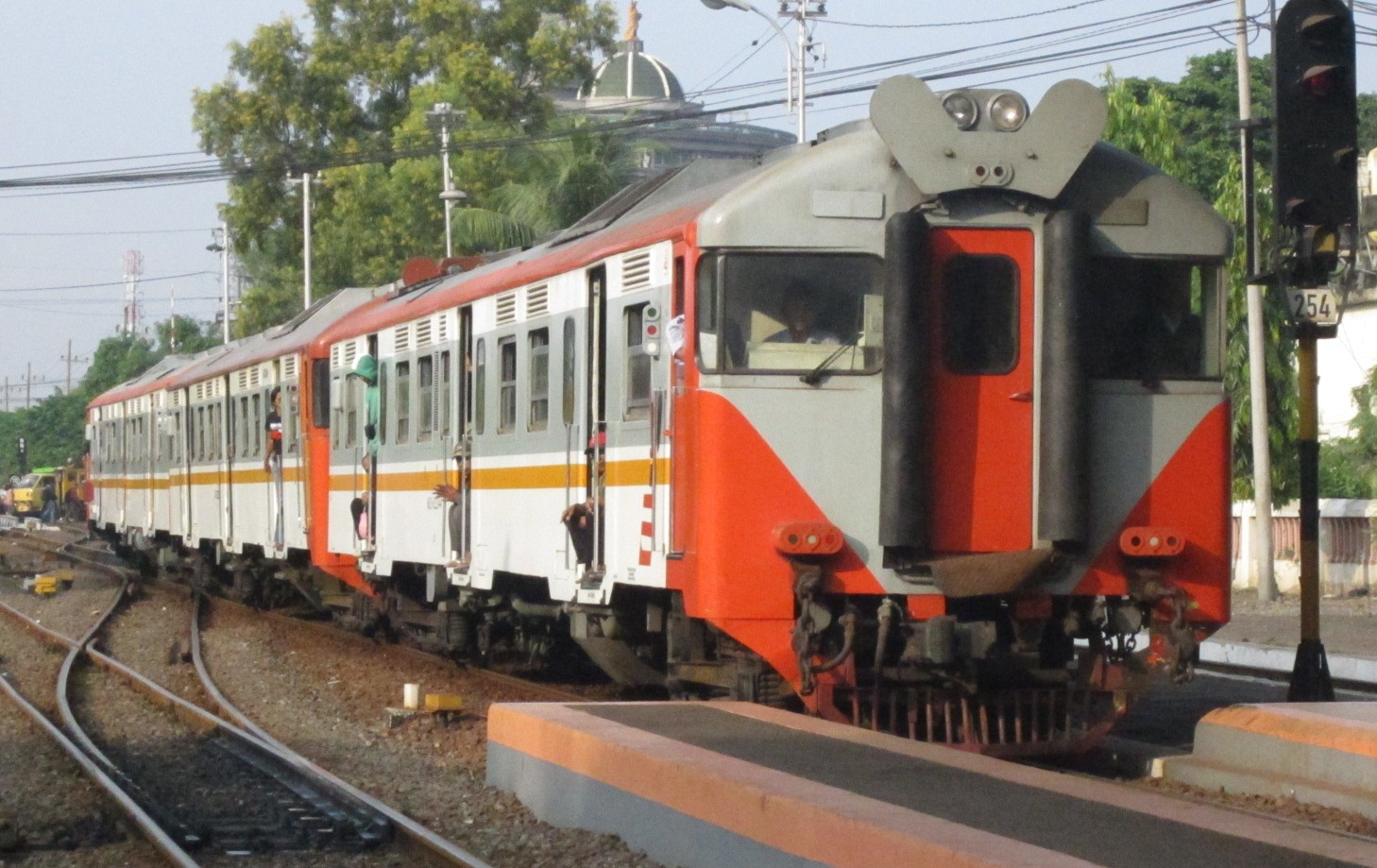
デルタ・エクスプレス時代に使われるMCW302形気動車

### スシ線
スシ線はスラバヤ・コタ駅からシドアルジョ駅を結ぶ路線で、2021年2月10日の「Gapeka 2021」ダイヤ改正から運行が開始された。スラバヤ・パサルトゥリからシドアルジョを結ぶ路線の使用車両が異なり、エアコンが設置されている。走行距離は約29km、所要時間は約1時間であった。2023年6月1日の「Gapeka 2023」ダイヤ改正で路線再編の一つとして、当路線はスパス線へ統合された。

#### 停車駅
- スラバヤ・コタ – スラバヤ・グベン – ウォノクロモ – ワル – ゲダンガン – シドアルジョ

### ゲルバン・ケルタスシラ線
ゲルバン・ケルタスシラ線は、かつて1970年代に運行されていた路線である。スラバヤ駅からケルトソノを経由してブリタル駅まで運行されたが、実際はかなり異なり、スラバヤ駅からブリタル駅まで行き、その後ケルトソノを経由してスラバヤ駅に戻る運用であった。使用車両はMCW301形気動車の2両編成であった。 頻繁な技術的故障など原因で、1970年代後半か1980年代初頭に廃止された。

### ブリタール線
ゲルバン・ケルタスシラ線と同様に、かつてはケルトソノ駅経由でスラバヤ駅～ブリタール駅間で運行された。1982年に運行が開始され、当時最新鋭であったのMCW302形気動車を3編成使用して運行された。立席する乗客の数が多く、危険であった。後に KRDラピ・ドーホ と呼ばれた。1986年には一日6往復のうち2往復が気動車で、残りは機関車が牽引する客車列車で運行であった。1992年頃に廃止された。 

### アレック・スロケルト線
アレック・スロケルト線または「スラバヤ - モジョケルト・エコノミー線」は、INKAによって電車から気動車に改造されたME202形気動車を使用してスラバヤ・グベン駅からモジョケルト駅を結ぶ路線であった。2009年8月29日にジュスマン・シャフィイ・ジャマル運輸大臣によって開通式が行われた。使用車両のエンジンの損傷のため廃止された。

### ババット線
スラバヤ駅からババット駅を結ぶのローカル路線であり、KRDババット線と呼ばれた。かつてはスラバヤ・パサルトゥリ駅からババット駅を結ぶエコノミークラスのローカル路線である。ボジョネゴロ線と同じ車両でかつ運行された。走行距離70kmであり各駅に停車する。2013年頃に廃止された。 2012年から2013年頃の運賃は IDR 2,000.00であった。

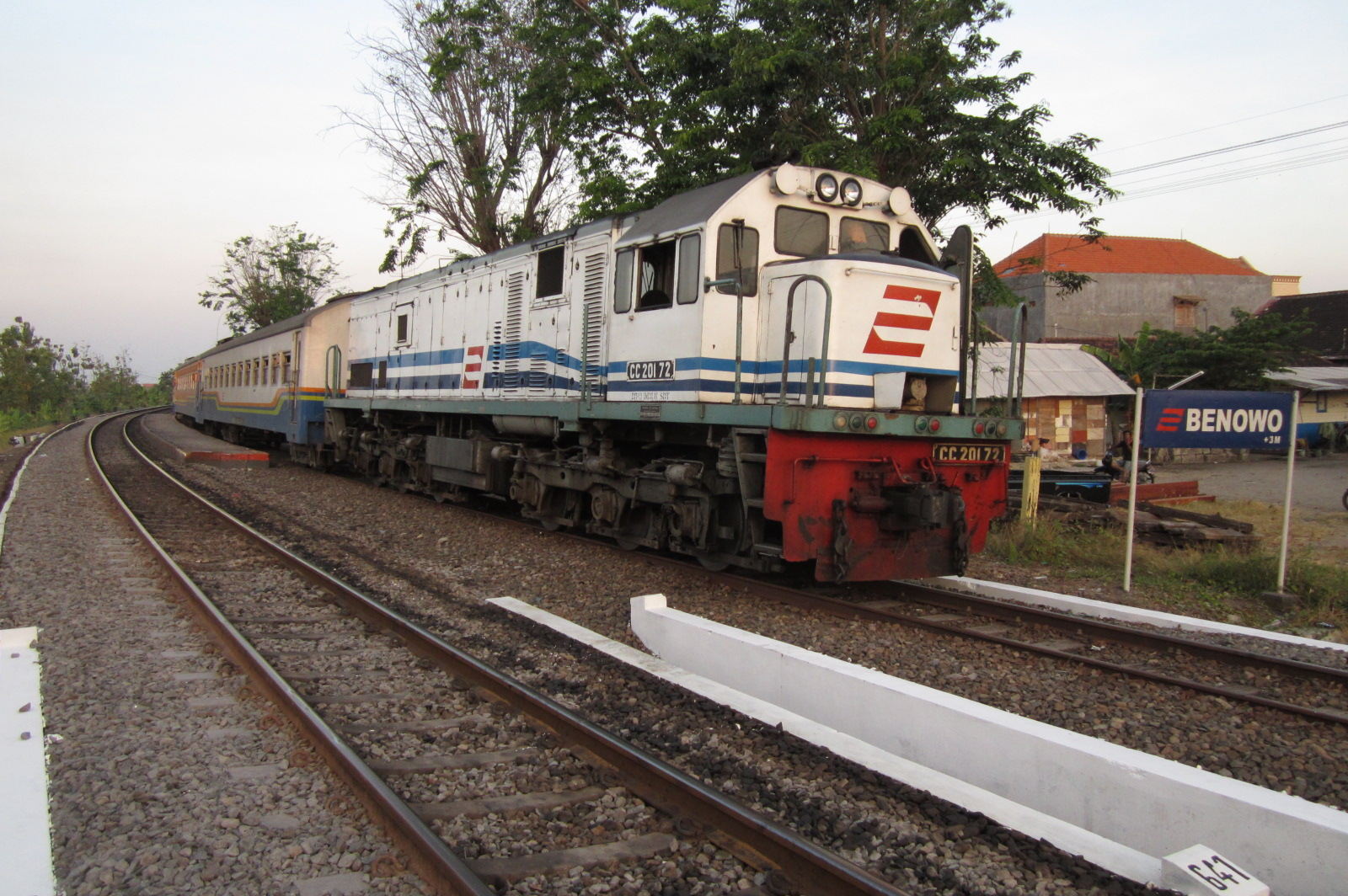
ベノウォ駅に停車するババット線列車（2011年）

### アルジュナエクスプレス
アルジュナエクスプレスは、かつてマディウン駅からスラバヤ・コタ駅を結ぶ路線であった。INKA製のMH102形気動車(KRDI)の非冷房車によって運行されていた。乗車人数の低さと頻繁な故障のため、アルジュナエクスプレスは2016年頃に廃止された。

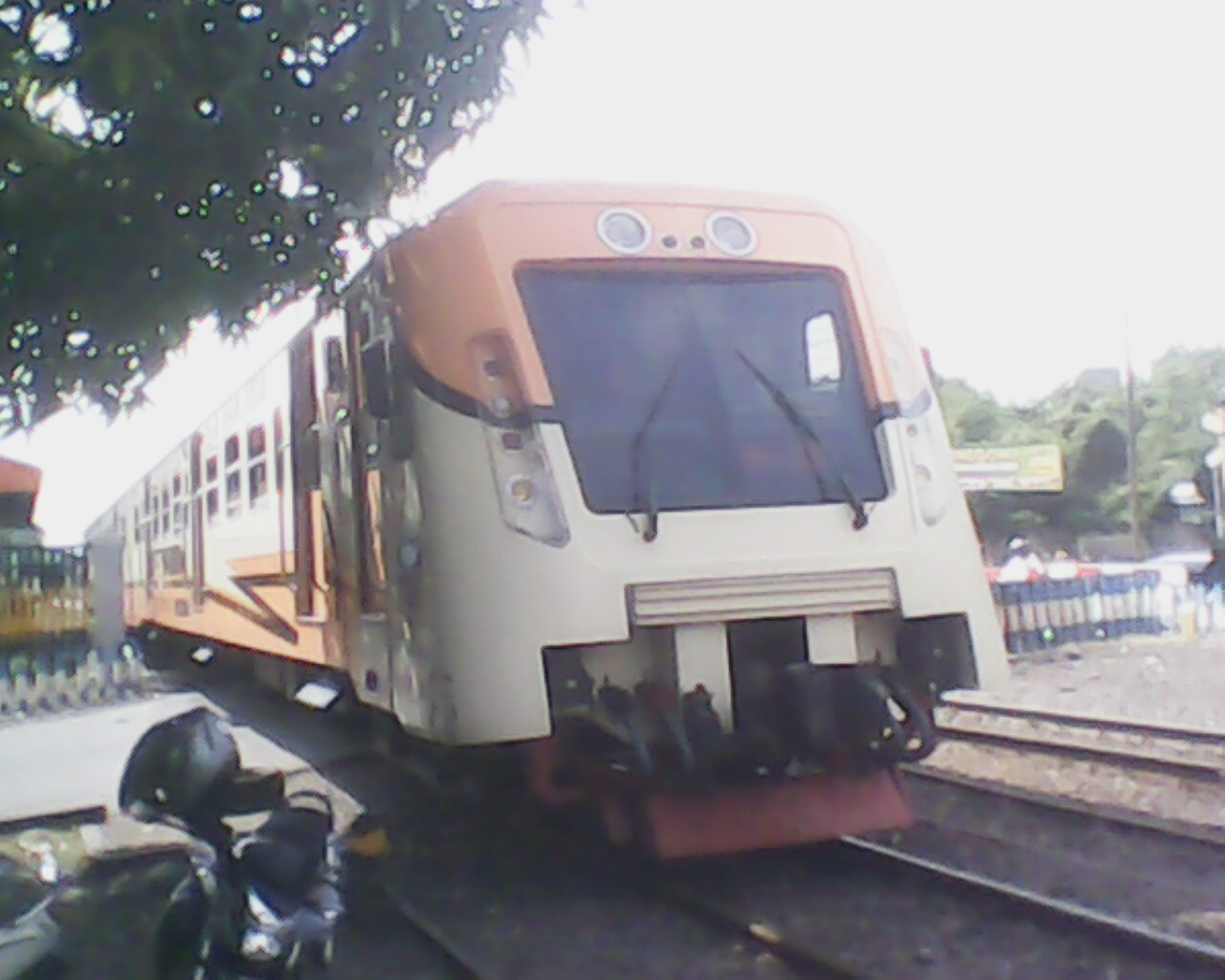
アルジュナ・エクスプレスに使われるMH102形気動車

### シンドロ線
シンドロ線は、シドアルジョ駅からグレシック都市圏にあるインドロ駅を結ぶ路線でった。2021年2月10日の「Gapeka 2021」ダイヤ改正から運行が開始され、一日3往復であった。走行距離は約45kmで、所要時間は約2時間であった。貨物列車のみ使用されており、2016年から2017年に廃止されていた、カンダンガン - インドロ線を復活させて経由する路線となっている。2021年2月24日時点の乗車率は、運行開始以来50～90％となっている。グレシック県はPT KAIに対し、労働需要に対応するためにインドロ駅始発の列車を朝と夕方に増便するように提案した。2022年4月22日から運行本数が朝夕2本ずつ増便された。2025年2月1日をもってシンドロ線の運行は廃止され、運行区間の運用はジェンガラ線に置き換えた。

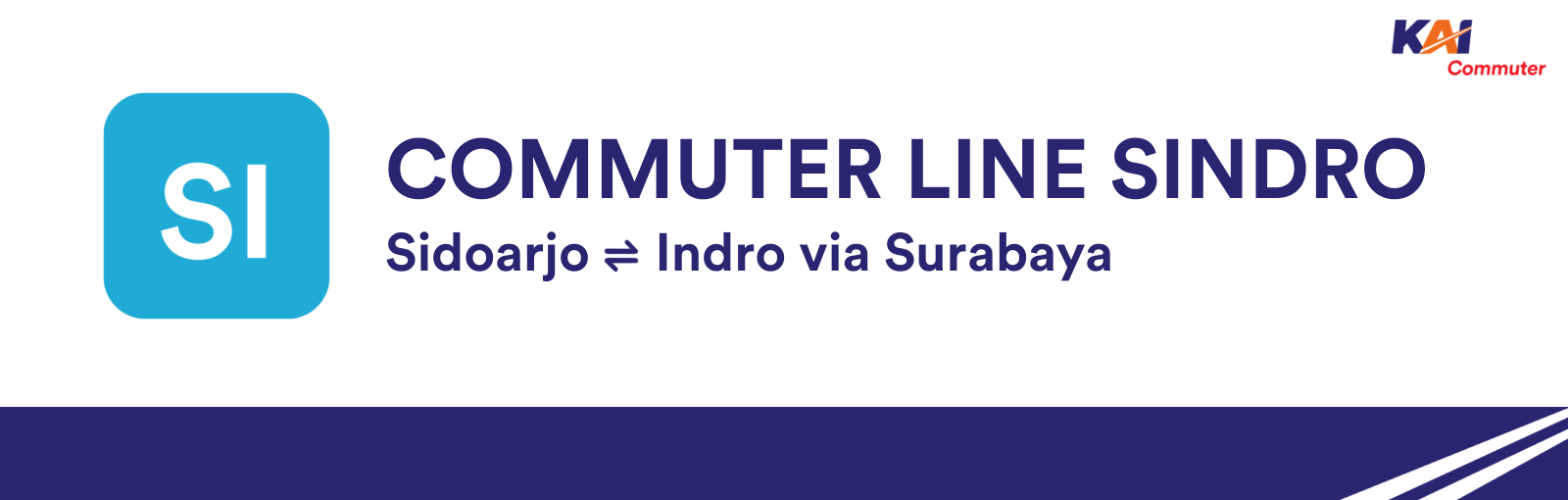
運行当時のシンドロ線の銘板
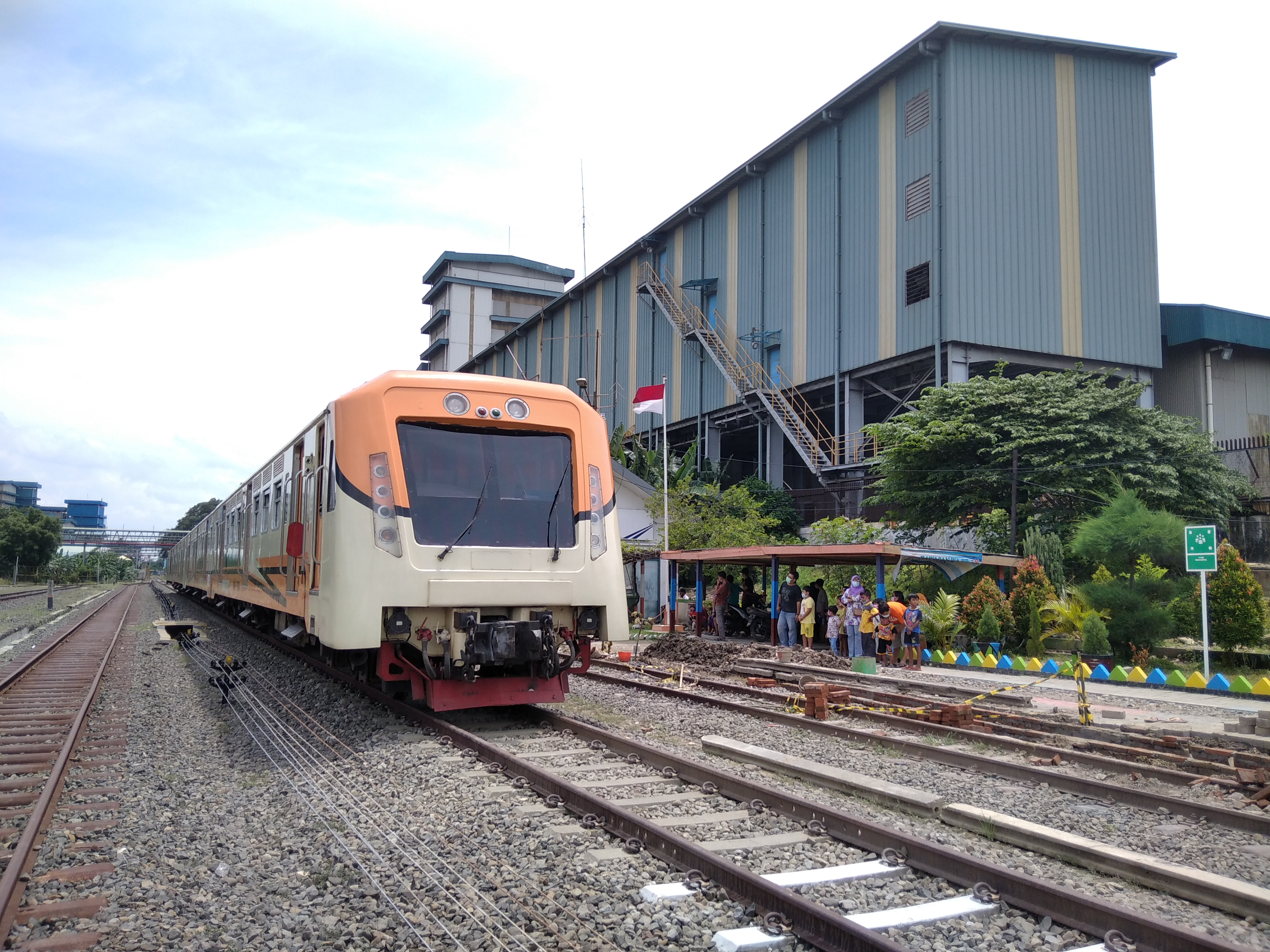
インドロ駅に到着するMH102形気動車。インドロ駅はかつては貨物専用駅であった。